# گلیم عنبران

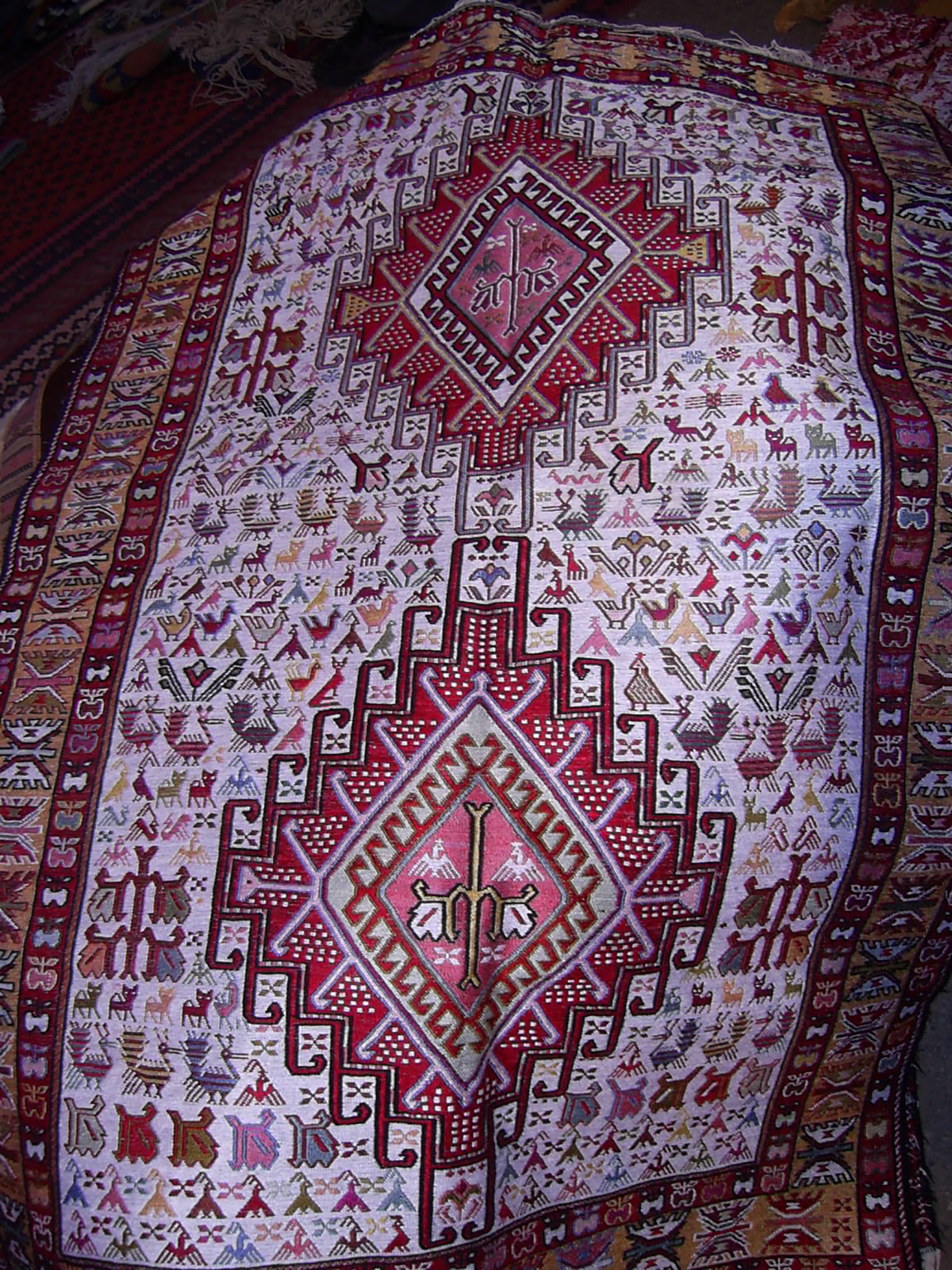
گلیم عنبران دارای نشان بین‌المللی مالکیت فکری وایپو برای طرح گلیم

استان اردبیل از جمله مناطق مهم گلیم بافی ایران بشمار می‌رود و گلیم‌های ان در دنیا مشهور و علاقه‌مندان و خواستاران داخلی و خارجی زیادی دارد. نقوش و رنگهای الوان و متنوع و طرحهای زیبا جلوه‌ای خاص به گلیم‌های بافته شده در منطقه بخشیده است. نقوش سنتی و اساطیری که در گلیم سمبل نمادها یا نقشهایی از خواست باطنی بافندگان یا هر کدام از این نقوش علاوه بر معانی و مفاهیم خاص خود و گذشته از جلوه نمایی در متن گلیم می‌تواند بیانگر آرزوها و نیازهای مردمان ساکن مناطق تولید باشند. نقوش سنتی رایج در گلیم‌های استان بیشتر نقش سماور، سینی، خرچنگ، در متن گلیم و گردونه مهر (چلیپا) و نقش اژدها (که به غلط به اس اس معروف شده است) در حاشیه گلیم می‌باشد. گلیم بافی گرچه کمک درآمدی برای معشیت خانوارهای این مناطق است ولی از بعد معنوی تأثیرات روحی و روانی عمیق و بسزایی در بافندگی ایجاد می‌نماید زیرا بافنده گلیم یا هر هنرمند دیگری در واقع با کار هنری خود به یک آرامش باطنی دست یافته و نیازهای درونی خویش را با ایجاد نقش و نگارهای رنگانگ و مطابق با روحیات و سلیقه خویش پاسخ می‌دهد. امروزه بافندگان گلیم استان کمتر از سیلقه‌های رنگی و دلخواه خود در بافت گلیم استفاده می‌نمایند زیرا ارتباط شهرنشینان با روستائیان و همچنین سفارش تجار آنان را مجبور می‌سازد علی‌رغم میل باطنی خود طرحها و رنگهای باب میل بازار و تجار را ببافند گلیم بافی بدون استثناء در اکثر مناطق روستایی و عشایری استان رونق دارد و در حال حاضر شهر عنبران و روستاهای بخش زهرا از توابع شهرستان گرمی (مغان) از مراکز عمده تولید گلیم استان بشمار می‌آیند.

## ثبت ملی گلیم عنبران در کشور
در ۱۵ دی ماه ۱۳۹۹  شهر عنبران به عنوان شهر ملی گلیم و شهر اصلاندوز به عنوان شهر ملی  ورنی (گلیم) در سطح کشور معرفی گردید.

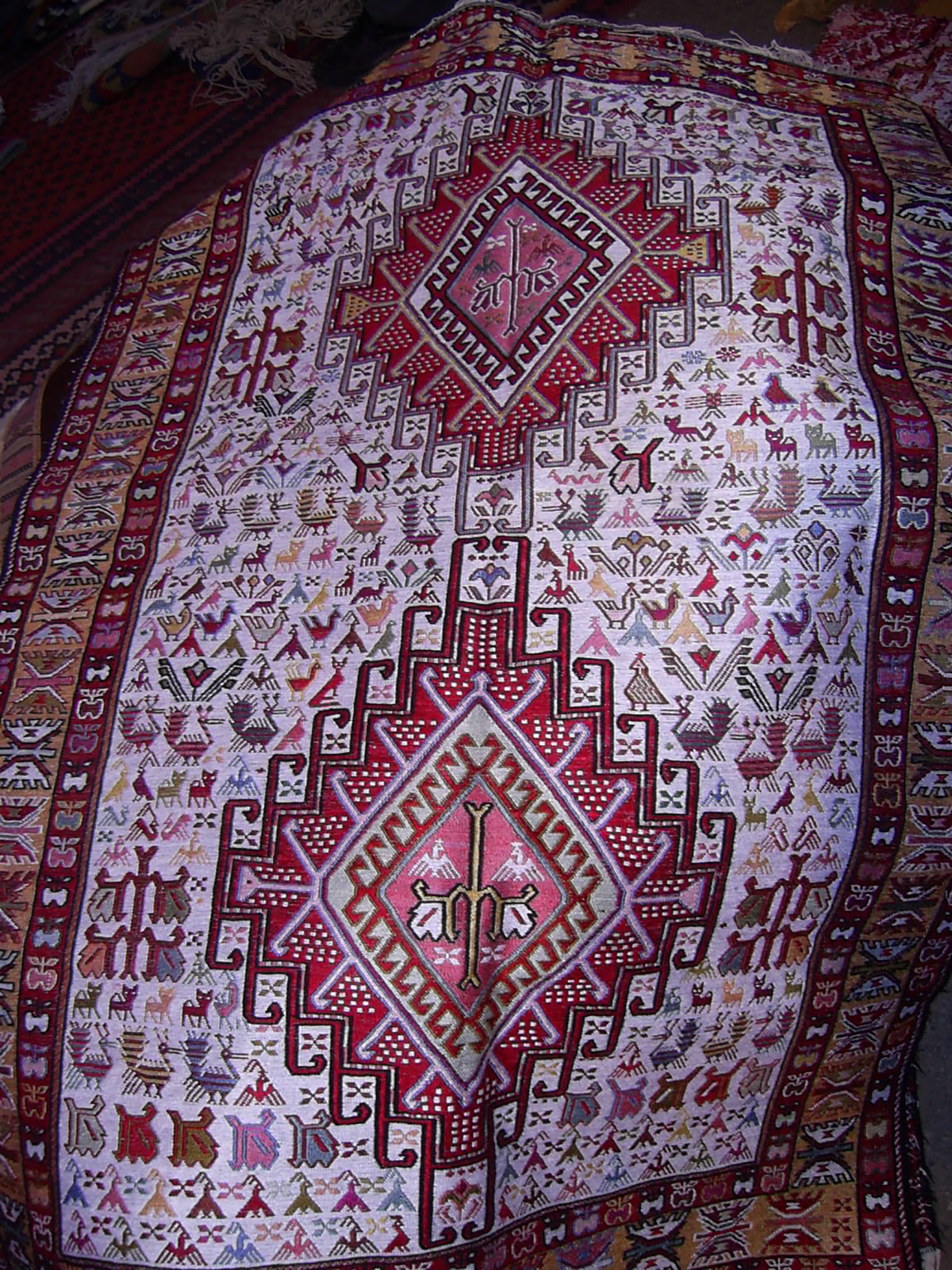
گلیم مشهور اردبیل (شهر عنبران)
گلیم مشهور اردبیل (شهر عنبران)
گلیم مشهور اردبیل (شهر عنبران)
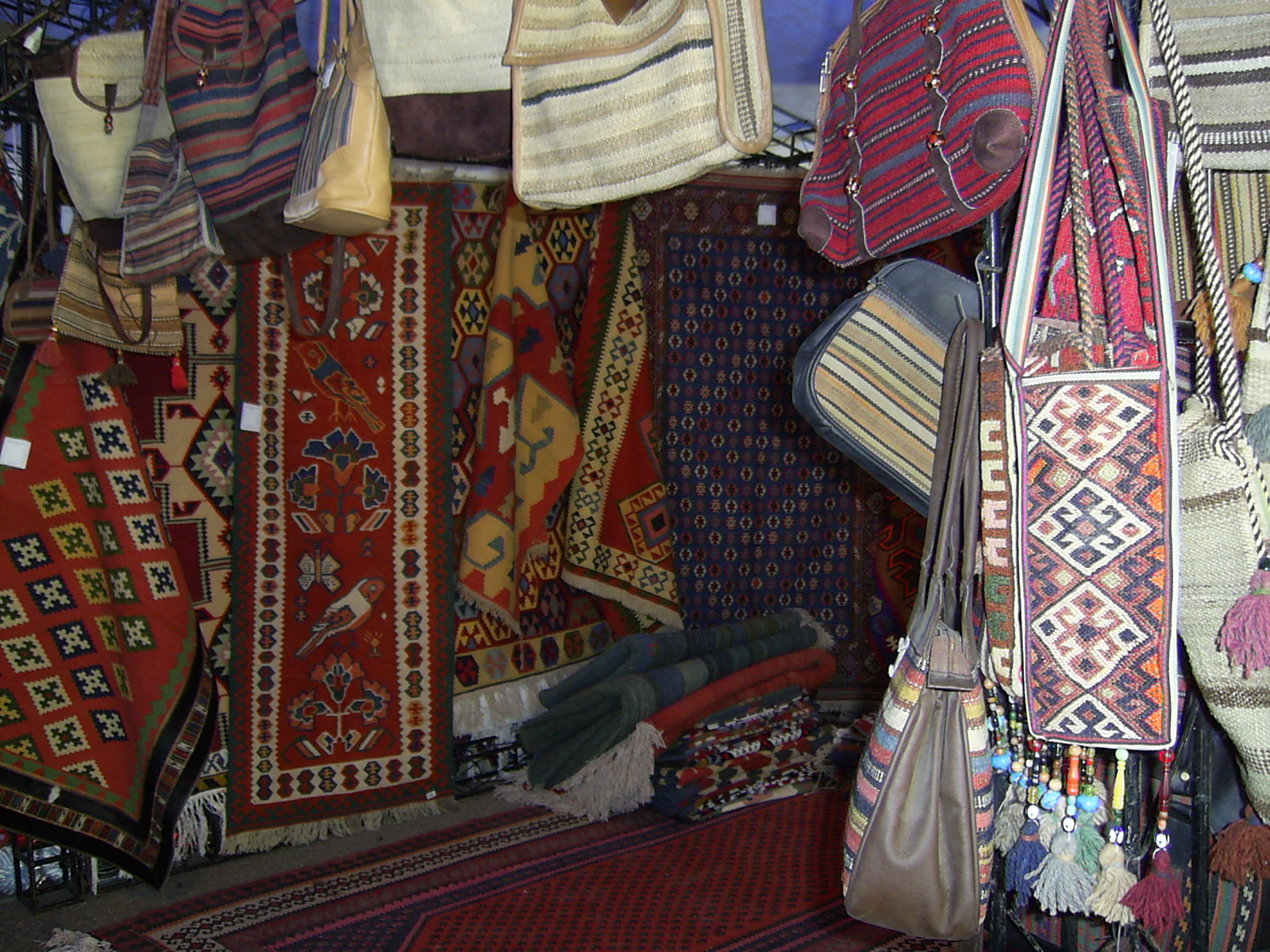
گلیم مشهور اردبیل (شهر عنبران)